# Eisenbahn-Verkehrsmittel AG

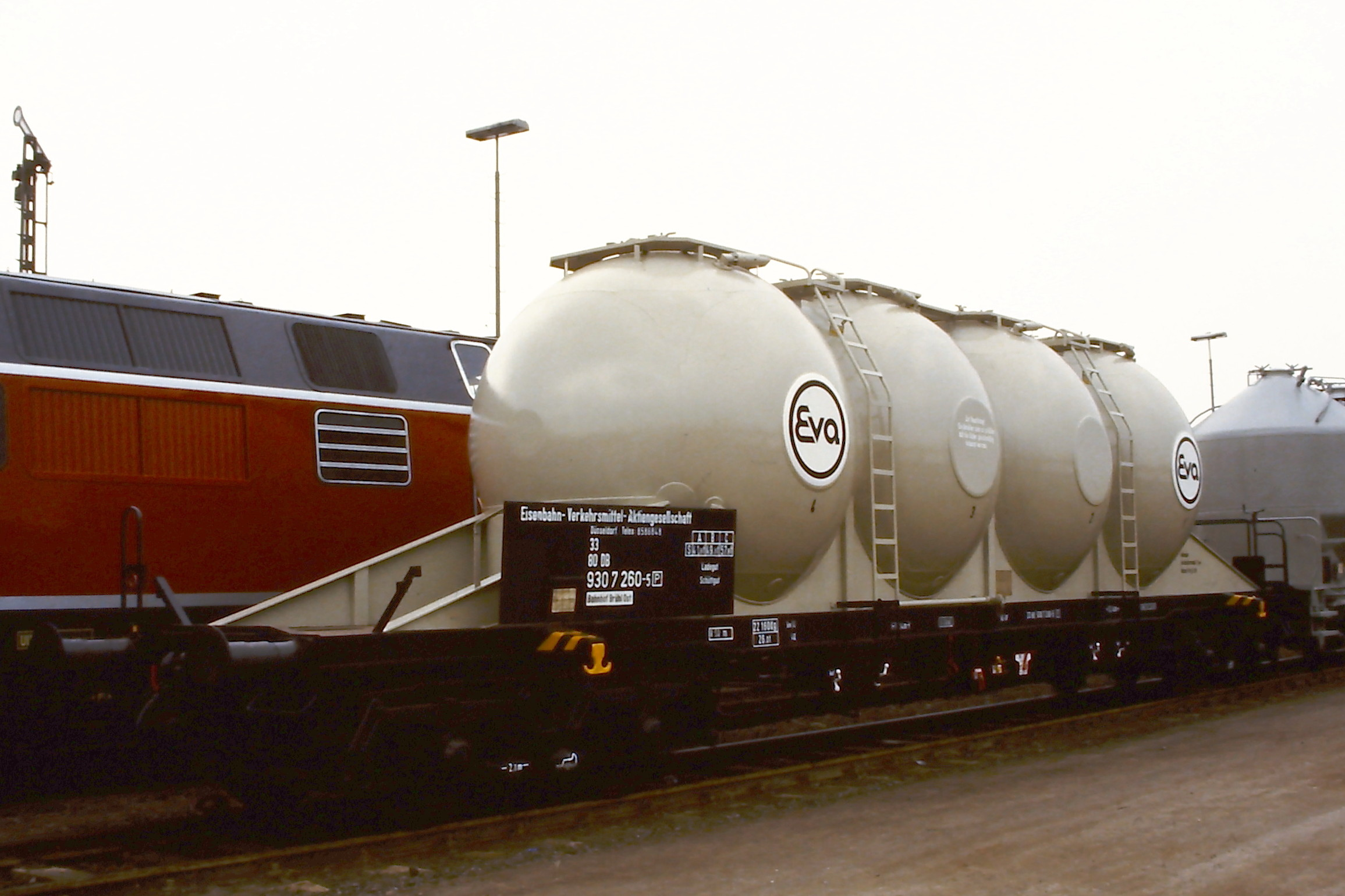
EVA Silowaggon (Typ Uacs), ausgestellt auf der Fahrzeugschau 150 Jahre deutsche Eisenbahn in Bochum-Dahlhausen (1985)

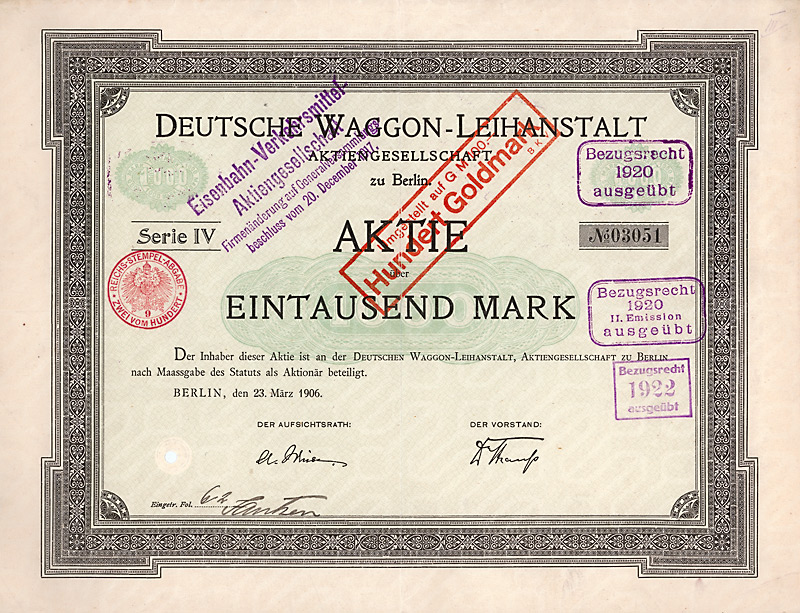
Aktie über 1000 Mark der Deutschen Waggon-Leihanstalt AG vom 23. März 1906

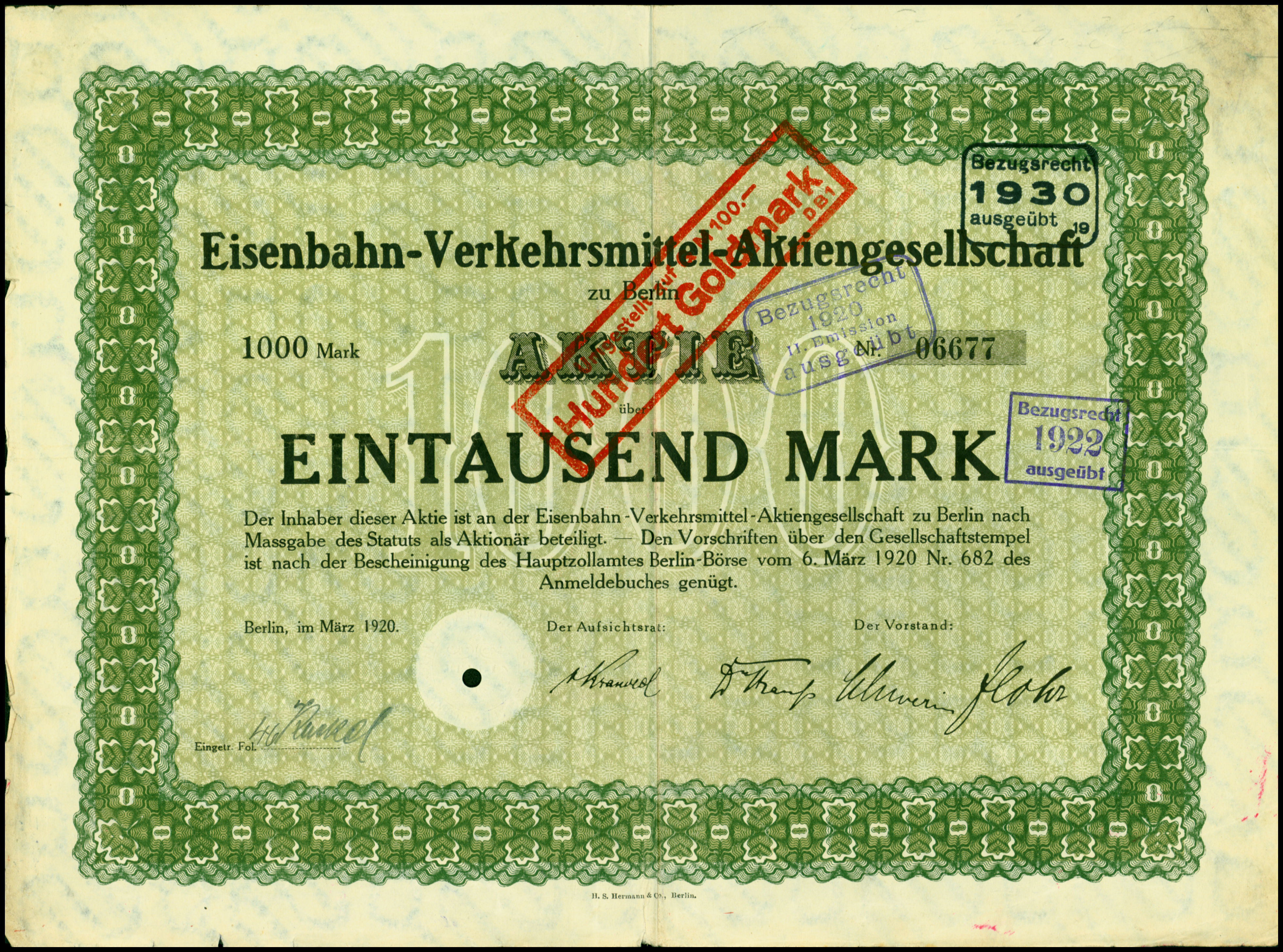
Aktie über 1000 Mark der Eisenbahn-Verkehrsmittel-AG vom März 1920

Eisenbahn-Verkehrsmittel A.-G (EVA) ist ein Eisenbahnunternehmen, das von 1899 bis 2002 Eisenbahnwaggons, vor allem Kesselwagen für Flüssigkeiten und Gase, vermietete.

## Geschichte
Die Eisenbahn-Verkehrsmittel A.-G wurde am 24. November 1899 gegründet. Die Gründung erfolgte durch die Übernahme der seit 1897 bestehenden Deutsche Waggon-Leihanstalt G. m. b. H. als Deutsche Waggon-Leihanstalt Aktien-Gesellschaft.  1917 erfolgte die Integration der Wagenbau A.G., Wismar, und die Umbenennung in „Eisenbahn-Verkehrsmittel A.G.“, kurz „EVA“.
Neben der Beteiligung an der Triebwagen- und Waggonfabrik Wismar A.G., Hansestadt Wismar gab es auch andere Beteiligungen im Waggonbau, so an den Standorten Posen und Brühl, sowie seit 1928 an der Waggon-Fabrik A.G., Uerdingen (Niederrhein). 1948 wurde der Sitz der Gesellschaft nach Düsseldorf verlegt. 2002 ist das Unternehmen nach mehrmaligen Umfirmierungen und Fusionen aufgegangen in der VTG-Lehnkering AG, damals eine Tochter von Hapag-Lloyd bzw. der TUI. Seit dem 28. Juni 2007 ist die VTG AG börsennotiert.
Das Geschäftsfeld war vor dem Zweiten Weltkrieg Vermietung und Kauf von Lokomotiven, Tendern, Motorwagen, Eisenbahn- und Straßenbahnwagen, Tankschiffen, Tankanlagen und dergleichen, sowie Tanklagerei. Dies war bei seiner Gründung 1899 ein neues Geschäftsfeld in Deutschland. In der zweiten Hälfte des 20. Jahrhunderts erfolgte eine Spezialisierung auf Tankfahrzeuge und -anlagen und andere Spezialwagen. Auf europäischen Gleisen waren auch 2020 noch vereinzelt Kesselwagen mit dem EVA-Logo zu finden, da diese nach dem Erwerb durch die VTG im Jahr 2002 nicht umlackiert wurden.

## Trivia
- Der Musikkabarettist Bodo Wartke hat die Eisenbahn-Verkehrsmittel-Gesellschaft mbH in seinem Lied „Eva“ besungen.